# Kumul
Kumul (en uigur قۇمۇل شەھىرى Qumul Shehiri) también conocida por su nombre chino de Hami (en chino, 哈密市; pinyin, Hāmì shì, léase Ja-Mi) es desde 2016 una ciudad-prefectura, en la región autónoma de Sinkiang, al noroeste de la República Popular China. Su área es de 137 222 km² y su población total para 2020 superó los 670 mil habitantes.

## Administración
la ciudad-prefectura de Kumul está conformada de 3 localidades que se administran en 1 distrito urbano y 2 condados rurales.
- Distrito Yizhou 伊州区
- Condado Yiwu  伊吾县
- Condado autónomo Barkol 巴里坤哈萨克自治县

## Historia

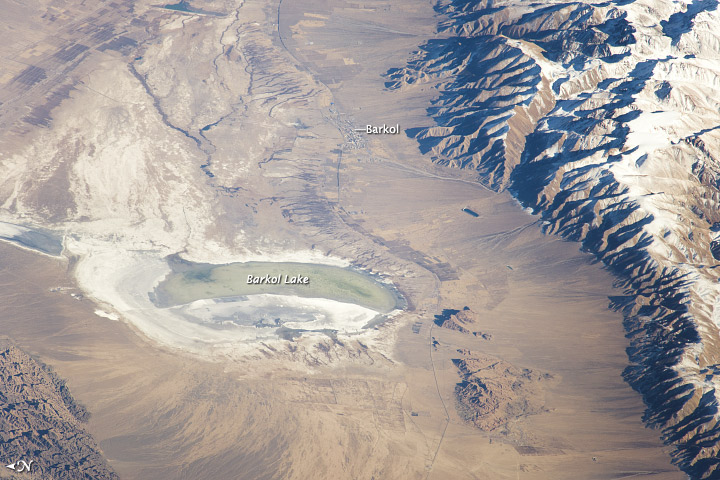
Vista aérea del lago Barkol, Kumul

La dinastía Ming estableció esta región como la prefectura de Kamul en 1410, después de que el reino mongol de Qara Del (1389-1463) aceptara su supremacía, pero luego fue controlada por los Oirates. Desde el siglo XVIII Kamul se convirtió en el centro del Kanato de Kumul, hasta que este fue abolido por el gobernador xijiangnés, Jin Shuren (金树仁) en 1930.

## Recursos
Una mina recién descubierta de níquel en Hami se estima que contiene reservas de más de 15,8 millones de toneladas del metal, la segunda mayor de China, de las cuales unas 900.000 toneladas de níquel ya ha sido detectado.
El área de Hami es conocida por su gran cantidad de recursos de alta prima de calidad con 76 tipos de metales ya detectado. Los recursos minerales importantes de esta área incluyen el carbón, hierro, cobre, níquel, oro.

## Clima
| Parámetros climáticos promedio de Kumul / Hami (1971−2000) | Parámetros climáticos promedio de Kumul / Hami (1971−2000) | Parámetros climáticos promedio de Kumul / Hami (1971−2000) | Parámetros climáticos promedio de Kumul / Hami (1971−2000) | Parámetros climáticos promedio de Kumul / Hami (1971−2000) | Parámetros climáticos promedio de Kumul / Hami (1971−2000) | Parámetros climáticos promedio de Kumul / Hami (1971−2000) | Parámetros climáticos promedio de Kumul / Hami (1971−2000) | Parámetros climáticos promedio de Kumul / Hami (1971−2000) | Parámetros climáticos promedio de Kumul / Hami (1971−2000) | Parámetros climáticos promedio de Kumul / Hami (1971−2000) | Parámetros climáticos promedio de Kumul / Hami (1971−2000) | Parámetros climáticos promedio de Kumul / Hami (1971−2000) | Parámetros climáticos promedio de Kumul / Hami (1971−2000) |
| Mes                                                        | Ene.                                                       | Feb.                                                       | Mar.                                                       | Abr.                                                       | May.                                                       | Jun.                                                       | Jul.                                                       | Ago.                                                       | Sep.                                                       | Oct.                                                       | Nov.                                                       | Dic.                                                       | Anual                                                      |
| ---------------------------------------------------------- | ---------------------------------------------------------- | ---------------------------------------------------------- | ---------------------------------------------------------- | ---------------------------------------------------------- | ---------------------------------------------------------- | ---------------------------------------------------------- | ---------------------------------------------------------- | ---------------------------------------------------------- | ---------------------------------------------------------- | ---------------------------------------------------------- | ---------------------------------------------------------- | ---------------------------------------------------------- | ---------------------------------------------------------- |
| Temp. máx. media (°C)                                      | −3.2                                                       | 3.7                                                        | 12.4                                                       | 21.5                                                       | 28.0                                                       | 32.3                                                       | 34.2                                                       | 33.2                                                       | 27.7                                                       | 18.7                                                       | 7.5                                                        | −1.5                                                       | 17.9                                                       |
| Temp. mín. media (°C)                                      | −15.9                                                      | −10.6                                                      | −2.5                                                       | 5.6                                                        | 11.9                                                       | 16.5                                                       | 18.6                                                       | 16.8                                                       | 10.5                                                       | 2.6                                                        | −5.3                                                       | −12.7                                                      | 3.0                                                        |
| Precipitación total (mm)                                   | 1.3                                                        | 1.5                                                        | 1.2                                                        | 2.0                                                        | 3.9                                                        | 6.6                                                        | 7.3                                                        | 5.3                                                        | 3.3                                                        | 3.3                                                        | 2.0                                                        | 1.3                                                        | 39                                                         |
| Días de precipitaciones (≥ 0.1 mm)                         | 1.7                                                        | 1.1                                                        | 1.0                                                        | 1.5                                                        | 2.0                                                        | 3.6                                                        | 4.4                                                        | 3.4                                                        | 2.0                                                        | 1.4                                                        | 1.0                                                        | 1.8                                                        | 24.9                                                       |
| Horas de sol                                               | 210.4                                                      | 219.9                                                      | 267.9                                                      | 288.3                                                      | 338.8                                                      | 329.6                                                      | 333.4                                                      | 323.3                                                      | 296.9                                                      | 270.6                                                      | 216.5                                                      | 189.5                                                      | 3285.1                                                     |
| Humedad relativa (%)                                       | 60                                                         | 46                                                         | 33                                                         | 28                                                         | 32                                                         | 39                                                         | 41                                                         | 42                                                         | 44                                                         | 48                                                         | 53                                                         | 62                                                         | 44                                                         |
| Fuente: China Meteorological Administration                |                                                            |                                                            |                                                            |                                                            |                                                            |                                                            |                                                            |                                                            |                                                            |                                                            |                                                            |                                                            |                                                            |